# Електронно-променева трубка

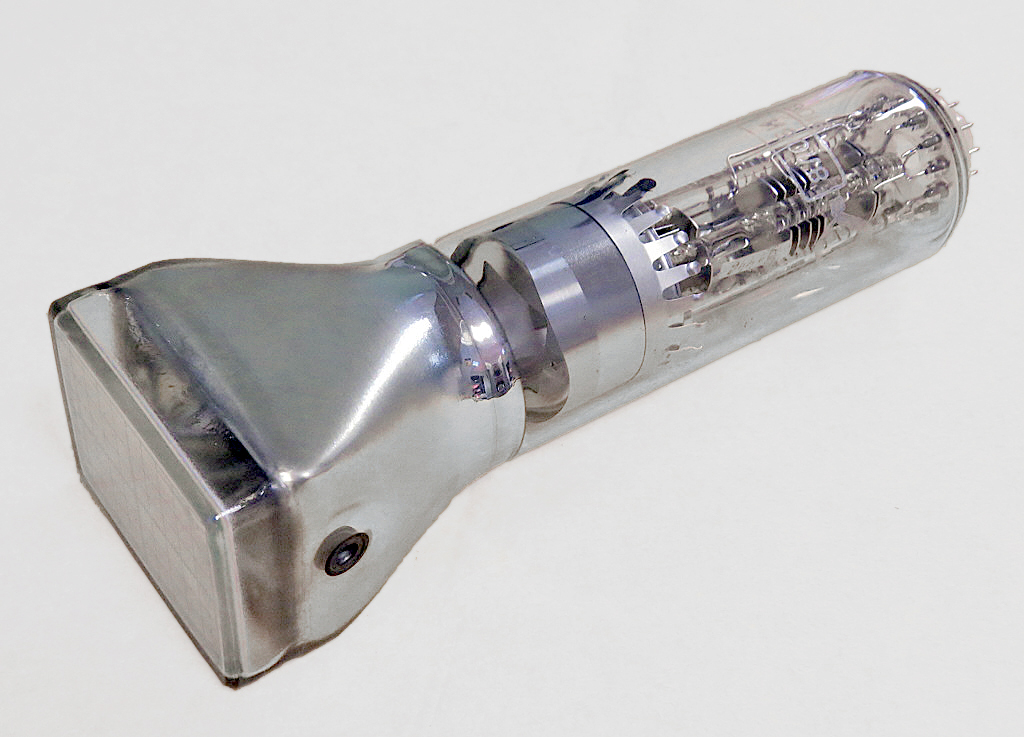
Електронно-променева трубка осцилографа

Електро́нно-промене́ва тру́бка (ЕПТ) — електронний прилад, що має форму трубки, видовженої (часто з конічним розширенням) в напрямку осі електронного променя. ЕПТ складається з електронно-оптичної системи, відхиляючої системи і флуоресцентного екрана або мішені. 

## Історія
Виникненню ЕПТ поклали початок  дослідження електронних (катодних) променів, які проводили переважно європейські фізики. У 1868 році Юліус Плюккер відкрив катодні промені, а в 1879 році його учень Йоган Гіторф провів дослідження їх властивостей. 1879 року Вільям Крукс продовжив цю роботу та виявив, що магнітне поле викликає відхилення променів, а при їх попаданні на деякі речовини, надалі названі люмінофорами, викликає їх світіння. Люмінофорами покривали екрани приймальних трубок. В 1894 році німецький фізик Філіп Ленард виявив лінійну залежність світіння люмінофора від сили струму в колі виникнення електронних променів. У 1899 році Й. Хіторф та В. Віхарт запропонували здійснювати фокусування променів за допомогою магнітного поля.

### Історія виникнення телевізійних ЕПТ

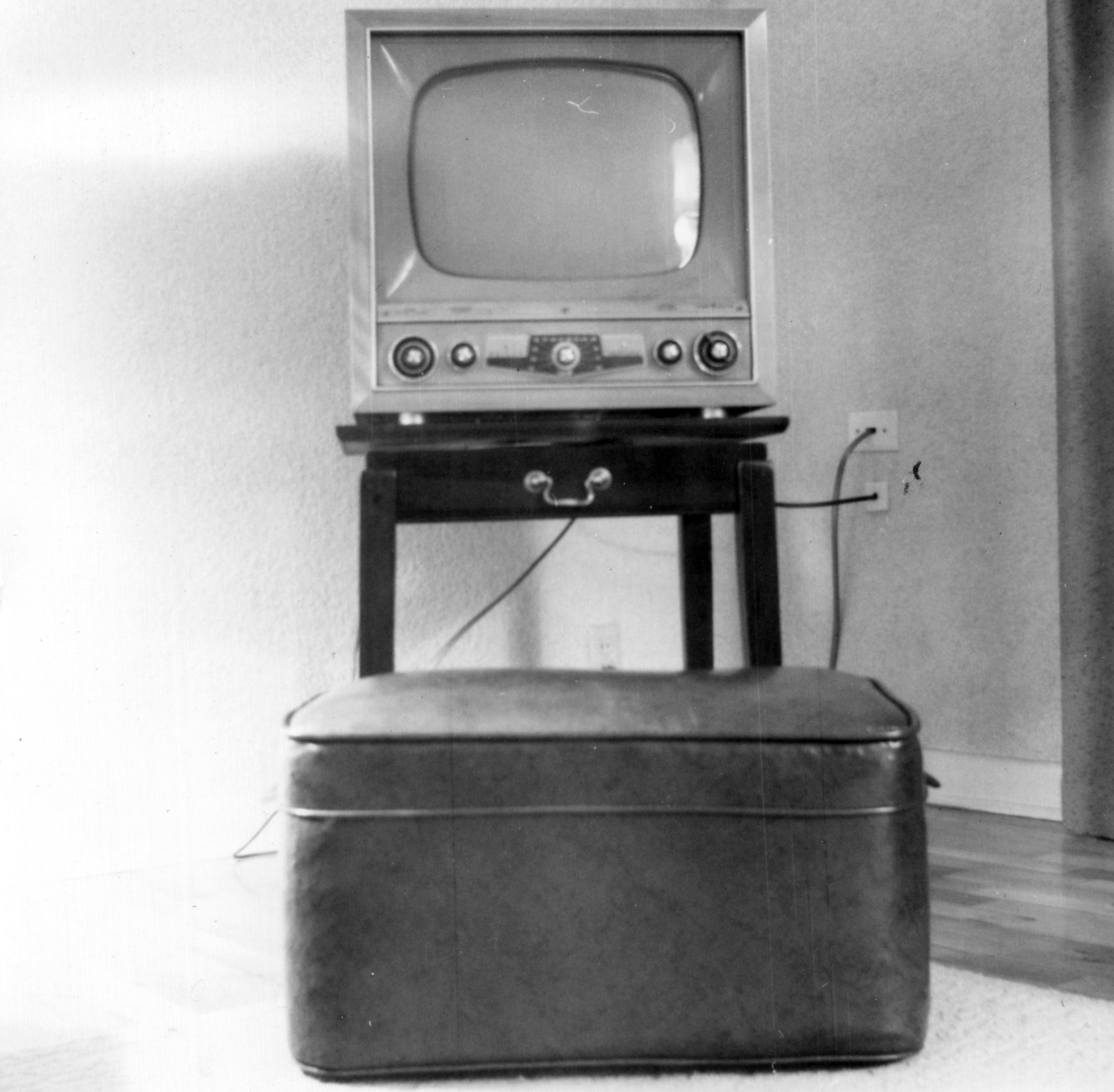
Типовий монохромний телевізор 1950-х років (США)

Докладно про піонерів телебачення: Історія виникнення телебачення
Практичним застосуванням проведених досліджень електронних (катодних) променів було створення трубки Крукса, яка використовувалась для вивчення катодних променів, та створення на її основі в 1897 році осцилографічної трубки Брауна з автоелектронною емісією, для дослідження швидкоплинних електричних процесів. В процесі подальшої модернізації з метою поліпшення її технічних характеристик в трубці Брауна був застосований розжарювальний катод, вертикальна та горизонтальна електромагнітна розгортка, модулятор катодних променів. Це дало можливість використовувати трубку як електронний відтворювач відеосигналу та створення на її основі електронного тракту телебачення (ТБ). 1906 року німецькі винахідники Макс Дікманн[de] і Густав Глейдж, співробітники лабораторії Брауна, вперше продемонстрували використання трубки Брауна для електронного відтворення зображення та запатентували її. Розмір нерухомого зображення був 3х3 см. Надалі всі зусилля дослідників полягали, в основному, у створенні передавальних ЕПТ.
На початку 20-х років український винахідник Борис Грабовський розробив, сконструював та 1923 року виготовив електронну передавальну трубку «Електронний комутатор». Практично застосував її 1928 року при передаванні вперше в світі рухомих зображень за допомогою електронного ТБ.
У грудні 1923 року американський інженер Володимир Зворикін подав документи на патентування передавальної ЕПТ - іконоскопа, але отримав його тільки в 1938 році. 1929 року В. Зворикін  подав заявку, виготовив, отримав патент США на вакуумну трубку, так званий кінескоп.  
1925 року на транспортній виставці в Мюнхені, німецький вчений М. Дікман демонстрував телевізійну систему з електронними  ЕПТ - передавальною (дисектор) та приймальною (модернізована трубка Брауна).
1926 року угорський інженер Кальман Тіганий розробив схему та запатентував систему ТБ. Для передачі він запропонував трубку з накопиченням заряду.
1927 року американський вчений Філо Фарнсуорт використовував та запатентував передавальну ЕПТ власної конструкції - дисектор. 
1931 року німецький вчений Манфред фон Арденне демонстрував телевізійну систему з електронними  ЕПТ.
1935 року японський вчений Т. Такаянагі демонстрував телевізійну систему з електронними  ЕПТ.

## Класифікація ЕПТ
Класифікація ЕПТ досить складна, що пояснюється їх  широким застосуванням у науці та техніці і можливістю модифікації конструкції з метою одержання технічних параметрів, які необхідні для реалізації конкретної технічної ідеї.
Залежно від методу управління електронним променем ЕПТ поділяються на:
- електростатичні (з електростатичною системою відхилення променів);
- електромагнітні (з електромагнітною системою відхилення променів).

Залежно від призначення ЕПТ поділяються на:
- електронно-графічні трубки (приймальні, телевізійні, осцилографічні, індикаторні, запам'ятовуючі, знакодрукувальні, кодувальні та ін.);
- оптико-електронні перетворюючі трубки (передавальні телевізійні трубки, електронно-оптичні перетворювачі та ін.);
- електронно-променеві перемикачі (комутатори);
- інші ЕПТ.

### Електронно-графічні ЕПТ
Електронно-графічні ЕПТ — група електронно-променевих трубок, які застосовуються в різноманітних галузях техніки, для перетворення електричних сигналів на оптичні (перетворення типу «сигнал — світло»).
Електронно-графічні ЕПТ поділяються:
Залежно від області застосування:
- приймальні телевізійні (кінескопи, ЕПТ з надвисокою роздільною здатністю для спеціальних телевізійних систем, та ін.);
- приймальні осцилографічні (низькочастотні, високочастотні, надвисокочастотні, імпульсні високовольтні та ін.);
- приймальні індикаторні;
- запам'ятовуючі;
- знакодрукувальні;
- кодувальні;
- інші ЕПТ.

## Будова та дія ЕПТ з електростатичною системою відхилення променів
Електронно-променева трубка складається з катода (1), системи  фокусувально-прискорювальних електродів (2), модулятора (циліндра Венельта) (3), екрану (анода) (4), системи відхилення променів: у горизонтальному напрямку (5) та у вертикальному напрямку (6).
Під дією термоелектронної емісії з металу катода  вилітають електрони. Оскільки між анодом та катодом підтримується напруга (різниця потенціалів) у декілька кіловольт, то ці електрони, вирівнюючись циліндром, рухаються у напрямку анода (пустотілий циліндр). Пролітаючи крізь анод електрони потрапляють до регуляторів площини. Кожен регулятор — це дві металеві пластини, різнойменно заряджені. Якщо ліву пластину зарядити негативно, а праву позитивно, то електрони проходячи крізь них будуть відхилятися праворуч, і навпаки. Аналогічно діють і регулятори висоти. Якщо ж на ці пластини подати змінний струм, то можна буде контролювати потік електронів як у горизонтальній, так і вертикальній площинах. У кінці свого шляху потік електронів потрапляє на екран, де може викликати зображення.

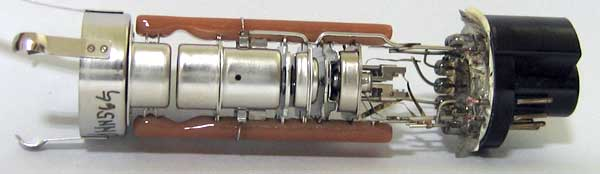
Електронно-оптична система (електронна гармата) кольорового кінескопа

Пристрої (1) і (3) на малюнку за сукупністю носять назву електронної гармати.

### Приклади застосування
- Якщо одночасно на пластини Х (на малюнку поз.5) подати пилкоподібний імпульс, а на пластини У (на малюнку поз.6) сигнал, на екрані осцилографа отримаємо амплітуду (форму) цього сигналу.
- Якщо ж на пластини Х та У подати сигнали, отримані від направлених (рамкових) антен з однаковою фазою (без зміщення фази), на ЕПТ буде лінія пеленга на джерело сигналу.

### Впливтеорії відносності
Електрони в телевізійній ЕПТ розганаються до 20-30%% від швидкості світла. Тому відповідно до формули
{\displaystyle m={\frac {m_{0}}{\sqrt {1-{\frac {v^{2}}{c^{2}}}}}}}
маса електрона збільшується на 2-5%%. Через це магніти в телевізійних ЕПТ додатково калібрують, щоб досягти чіткого зображення.